# Rainer Jarohs
Rainer Jarohs (Rostock, 8 augustus 1957) is een voormalig voetballer uit de DDR, die speelde als aanvaller gedurende zijn carrière. Hij kwam zijn gehele carrière uit voor Hansa Rostock.

## Interlandcarrière
Jarohs kwam in totaal drie keer (één doelpunt) uit voor het voetbalelftal van de Duitse Democratische Republiek in het jaar 1982. Hij maakte zijn debuut op 14 april van dat jaar in de vriendschappelijke thuiswedstrijd tegen Italië (1-0). Hij viel in dat duel na 65 minuten in voor Joachim Streich. Zijn eerste en enige interlandtreffer maakte hij op 19 mei 1982 in de vriendschappelijke uitwedstrijd – zijn derde en laatste interland – tegen Zweden (2-2), toen hij in de 44ste minuut de score opende voor de DDR.